# Lipotriches nanensis
Lipotriches nanensis är en biart som först beskrevs av Cockerell 1929.  Lipotriches nanensis ingår i släktet Lipotriches och familjen vägbin. Inga underarter finns listade i Catalogue of Life.